# Pontus (region)
För den antika grekiska gudomen, se Pontos (mytologi).

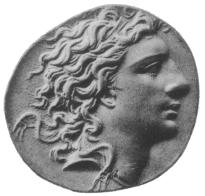
Mynt föreställande Mithridates VI Eupator.

Pontos eller Pontus (grekiska: Πόντος, egentligen "hav"; det grekiska namnet på Svarta havet var Euxeinos Pontos, turkiska: Pontus) är en antik region i norra Mindre Asien (Anatolien) vid Svarta havets sydkust, ett område vid östra Mindre Asiens nordkust i dagens Turkiet och vidare in i dagens Georgien. Under antiken gränsade Pontos till Paflagonien och Galatien i väst, Kappadokien i söder och Armenien och Kolchis i öster.

## Geografi
Landskapet är skogbeklätt med alpliknande, höga toppar (Pontiska bergen). Dess huvudfloder är Halys (nu Kızılırmak) på gränsen mot Paflagonien, Iris (nu Yeşilırmak) med dess biflod Lykos (nu Kelkit) och Thermodon (nu Terme Çayı). Greker från Miletos på egeiska kusten grundade på 600-talet f.Kr. i Pontos städer som Trebizond (Trabzon), som räknas som regionens traditionella huvudstad, Amisos (Samsun), som sedan järnvägen utbyggdes är den viktigaste staden i regionen, Kerasus (Giresun) och Orounda, samt många fler samhällen längs Svartahavskusten, från Sinope (som är Mindre Asiens nordligaste stad) ända till Suchumi i Abchazien i nuvarande Georgien. Ibland betecknas landskapet som en del av Kappadokien och kallas då "Kappadokien vid Pontos".

## Historia
Pontos styrdes i äldre tider av Grekiska furstar som stod i ett slags vasallförhållande till Persien, till dess att den persiske satrapen Ariobarzanes år 363 f.Kr. lyckades stifta ett oberoende rike. Detta pontiska rike utvidgades av hans efterträdare, av vilka de flesta bar namnet Mithridates. Riket vann sin största utsträckning under Mithridates VI, med tillnamnet den store. När denne år 66 f.Kr. besegrats av romarna förenade Pompejus den del av Pontos som låg väster om floden Iris med den romerska provinsen Bithynien och utskiftade det övriga bland asiatiska furstar. Marcus Antonius skänkte sedermera åt en viss Polemon från Laodikeia den mellersta delen av Pontos, som med anledning därav fick och länge behöll namnet "det polemoniska Pontos" (Pontos Polemoniakos). Plinius den yngre var ståthållare över Pontos och Bithynien åren 111-113. 
Fram till dess att Bysans föll hade grekerna ett självstyrande kungadöme i regionen, som dock var en lydstat till Bysans. Då kristendomen nått området byggdes ett flertal kyrkor och kloster i Pontos. Under medeltiden låg Kejsardömet Trabzon i Pontos.

## Dagens Pontos
Områdets grekiska historia återspeglar sig i den speciella arkitekturen med trähus, ofta i två våningar, som ligger utmed kusten. Omkring 120 000 grekättlingar antas leva i det numera georgiska Pontos, och uppemot 380 000 i det turkiska.  Efter språkreformerna införda under Mustafa Kemal Atatürk i Turkiet på 1920- och 1930-talen talar i stort sett alla turkiska.